# St. Felix und Regula (Rheinfelden-Nollingen)

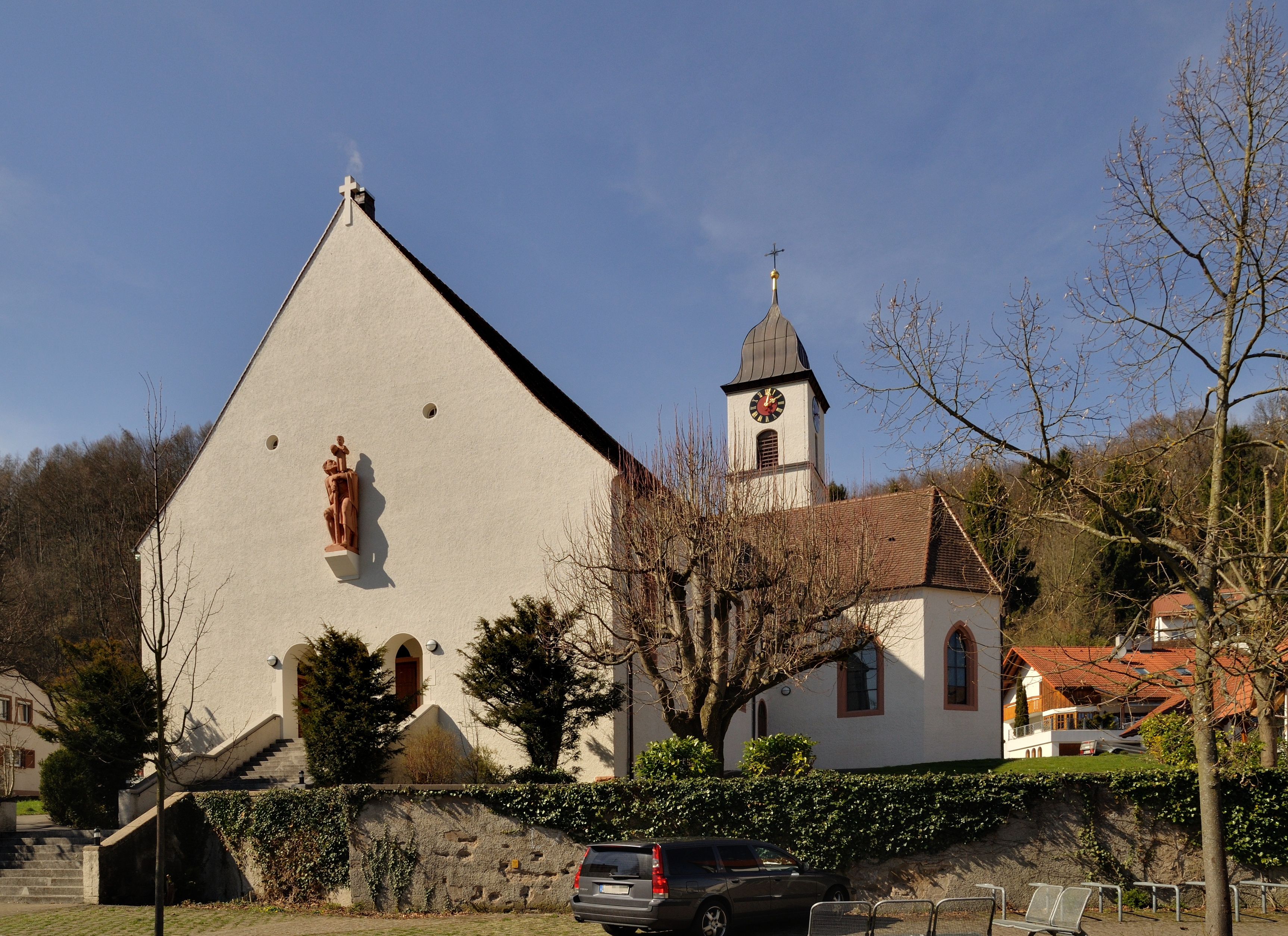
St. Felix und Regula

Die Pfarrkirche St. Felix und Regula im Rheinfelder Stadtteil Nollingen gehört der zum 1. Januar 2015 begründeten römisch-katholischen Kirchengemeinde Rheinfelden an, einer Seelsorgeeinheit mit den weiteren sechs Kirchen St. Josef, St. Gallus (Eichsel), St. Urban, St. Michael, St. Peter & Paul, St. Gallus (Warmbach) und den drei Kapellen Maria Schnee, St. Mauritius und St. Ubald. Sie steht unter dem Patrozinium der Heiligen Felix und Regula. Die Kirche mittelalterlichen Ursprungs wurde 1938 unter Beibehaltung alter Bauwerksteile neu errichtet. Sie steht unweit eines Ausläufers des Dinkelbergs etwas erhöht nördlich des Ortskerns abseits der Durchgangsstraße.

## Geschichte
Die Gründung der Pfarrei in Nollingen geht wahrscheinlich auf das 8. oder 9. Jahrhundert zurück. Die erste urkundliche Erwähnung geht auf das Jahr 1246 zurück. Im Basler Krieg 1409 wurde Nollingen und auch die damalige Kirche niedergebrannt. Die daraufhin 1415 neu erbaute Kirche bilden die ältesten erhaltenen Teile der heutigen Kirche. Ein Fenster im Chor zeigt die Jahreszahl 1440, der Triumphbogen trägt die Jahresangabe 1494.
Die Jahreszahl 1574 in der Sakristei weist auf eine Vergrößerung der Kirche hin. Im Jahr 1724 wurden neue Nebenaltäre aufgestellt und die Sakristei abgebrochen. Der Hochaltar von Mors aus Schwörstadt entstand 1731, ein Jahr später von Maler Adam Wieland in Gold und weiteren Farben gefasst. 1740 wurde der Glockenturm um ein Stockwerk erhöht und erhielt Licht- und Schallöffnungen sowie einen geschweiften Turmhelm. Das Langhaus wurde 1764 renoviert.
Eine neue Kanzel erhielt die Kirche 1835 vom Stuckateur Jodok Friedrich Wilhelm, der auch den Hochaltar renovierte.
1938 wurde ein neues Langhaus in Nord-Süd-Richtung errichtet und ersetzte damit das alte quer dazu gelegene. Erhalten blieben der alte Chor, die Sakristei und der Turm. Im Zuge einer Rennovation 1979 schuf der Rheinfelder Leonhard Eder einen neuen Altar, Tabernakel, Ambo und Sedilien aus Jurakalk.

## Beschreibung

### Kirchenbauwerk

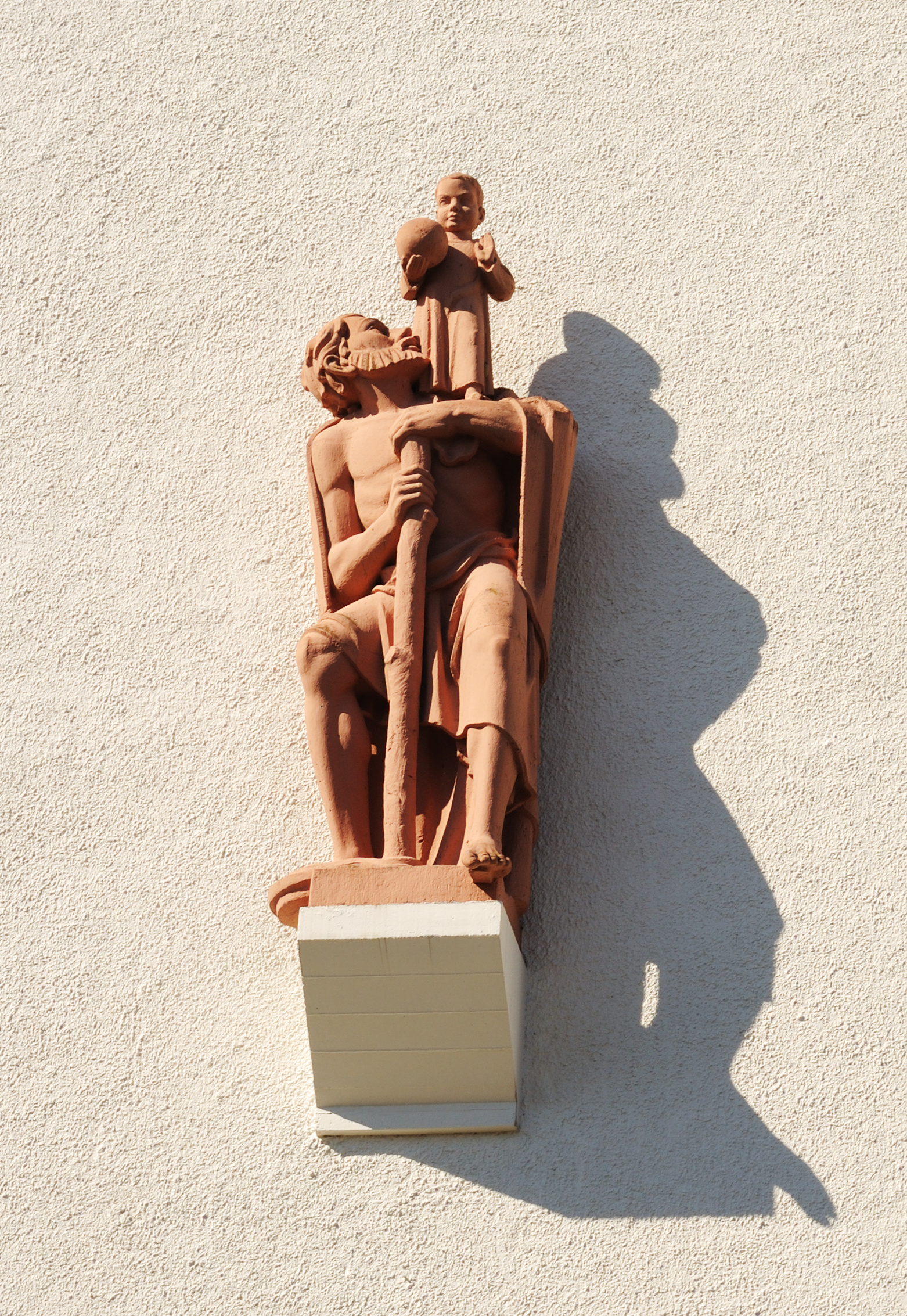
Josefsstatue über dem Eingangsportal

Das Langhaus ist mit einem Satteldach gedeckt; die beiden Chöre sind über Zeltdächer abgeschlossen. Der nordöstlich angebaute Glockenturm hat im obersten Stockwerk zu jeder der vier Seiten je eine Schallarkade und trägt eine welsche Haube, die mit einer Turmkugel und einem Kreuz bekrönt ist. Der nach Süden ausgerichtete Haupteingang ist über eine Freitreppe und drei bogenförmigen Arkaden erreichbar. An der Südfassade hängt darüber eine große Christophorusfigur mit Jesuskind aus Buntsandstein.

### Ausstattung
Das Langhaus verfügt über zwei schmale Seitenschiffe, die auf je vier auf Pfeilern ruhenden Rundbögen vom Mittelschiff abgetrennt sind. Das Langhaus hat zur Westseite drei, zur Ostseite zwei gleichartig, modern verglaste Fenster. Die Kirchenschiffe sind mit einer flachen Holzdecke eingedeckt während der neue Chor hinter dem Triumphbogen ein Gratgewölbe aufweist. Im Chor weist ein rundbogiges Fenster nach Westen. An der Rückwand des Chors befinden sich zwei Bilder, von denen das rechte die Vertreibung aus den Garten Eden darstellt, das andere Jesus Christus mit elf Jüngern. In der Mitte ziert eine Christusstatue aus Buntsandstein die Wand.
Beidseitig des Triumphbogens steht je ein Seitenaltar; am vordersten Pfeiler befindet sich die Kanzel. Die Ausstattung wird durch dreizehn Kreuzwegbilder ergänzt.
Im alten Seitenchor befindet sich ein barocker Altar und ein Taufstein; der Raum wird durch ein schmiedeeisernes Gitter vom Langhaus abgetrennt. Dahinter liegt ein kleiner Vorraum mit drei Türen. Darüber befindet sich die Orgelempore. Die Orgel wurde 1995 von Thomas Jann aus Laberweinting neu errichtet. Das Instrument hat zwei Manuale, ein Pedal und 24 Register.

### Glocken

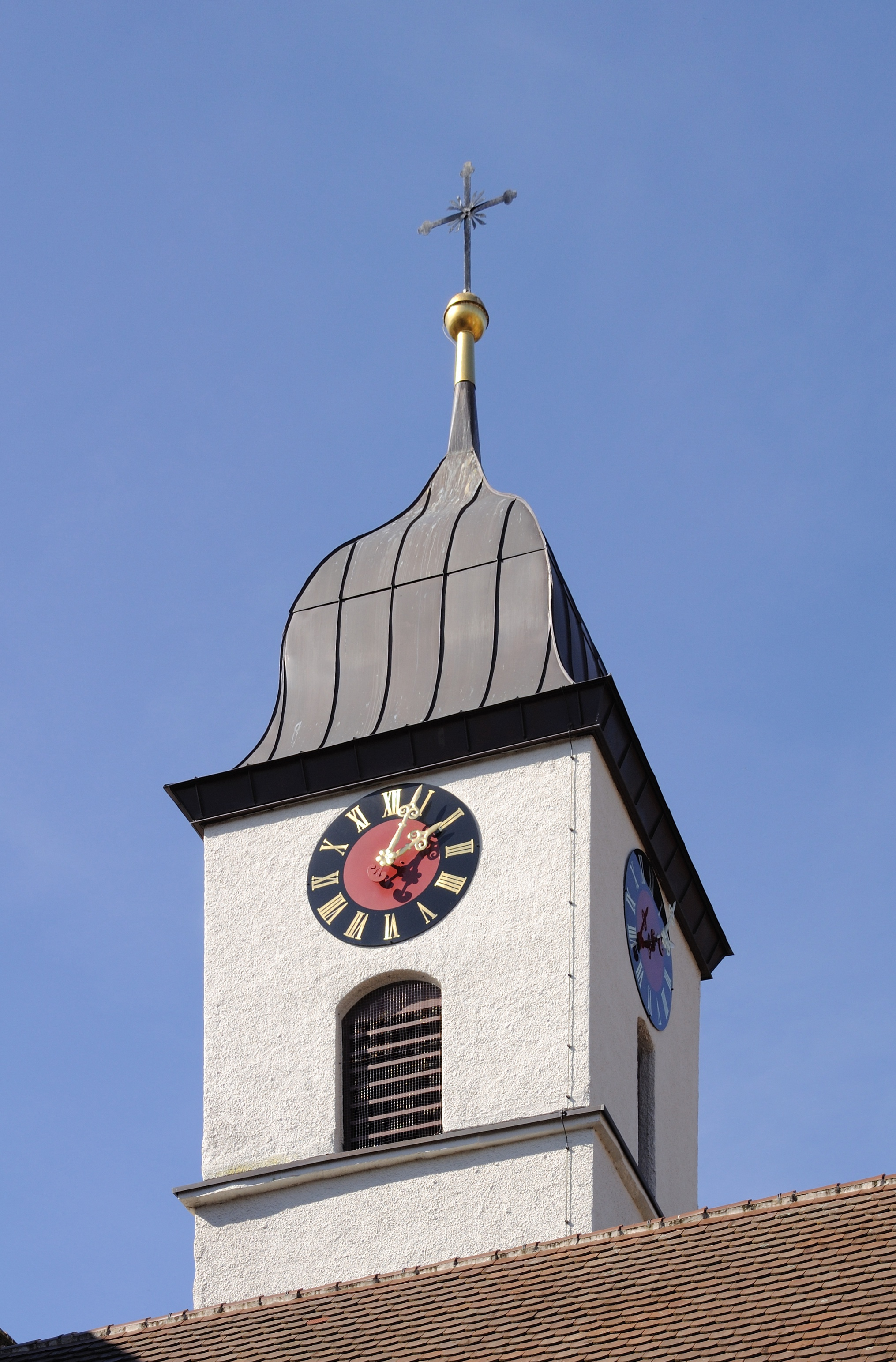
Glockenturm

Das vierstimmige Glockengeläut aus Bronze stammt von der Glockengießerei Grüninger. Die 1951 entstandenen Glocken ersetzten die während des Zweiten Weltkriegs zur Rüstungsproduktion zwangsweise abgegebenen.
| Glocke | Name            | Gussjahr | Durchmesser | Gewicht | Nominal |
| ------ | --------------- | -------- | ----------- | ------- | ------- |
| 1      |                 | 1928     | 1233 mm     | 1200 kg | e’±0    |
| 2      | Christus-Glocke | 1951     | 1017 mm     | 700 kg  | g’±0    |
| 3      | Marienglocke    | 1951     | 0893 mm     | 450 kg  | a’+1    |
| 4      | Josefs-Glocke   | 1951     | 0820 mm     | 300 kg  | h’+1    |